# Butch Cassidy és a Sundance kölyök
A Butch Cassidy és a Sundance kölyök (Butch Cassidy and the Sundance Kid) 1969-ben bemutatott amerikai westernfilm, ami Robert LeRoy Parker és Harry Alonzo Longabaugh igaz történeteként kezdődött.

## Történet
|  | Alább a cselekmény részletei következnek! |

Butch Cassidy (Paul Newmann) és Sundance kölyök (Robert Redford) egy vadnyugati fosztogatóbanda vezetői és meghatározó szereplői a prérinek. A városi bankok vezetői már rettegnek tőlük, sok bank be is zár miattuk. Ezért a vonatrablás mellett döntenek és vonatokat is fosztogatnak nagy buzgón, ám a törvény őrei, a seriffek megunják a garázdálkodást, és fejvadászokkal együtt indulnak levadászni a túlságosan elszemtelenedett rablópárost. Amúgy is változik a világ, a vadnyugat sem az már, mint egykoron, hőseink ezért úgy döntenek, hogy közösen imádott asszonyukkal, Ettával (Katharine Ross) Dél-Amerika felé veszik az irányt, pontosabban Bolíviába, mivel arrafelé még senki nem ismeri őket. Ott aztán majd folytatják, ahol északon abbahagyták: rabolnak bankot, mindent és mindenkit, aki vagy ami az útjukba kerül és értéket rejthet. Csakhogy a kétes hírnév idővel ott is ugyanazt eredményezi, a kezdeti félelmet felváltja a szervezkedés az ellentámadásra, és a szeretni való rablópáros egyszer csak az egész bolíviai hadsereggel találja szembe magát. A túlerővel szemben ugyan semmi esélye hőseinknek, de ők megmutatják, hogy Butch Cassidy és Sundance kölyök az utolsó leheletéig harcol!
|  | Itt a vége a cselekmény részletezésének! |

## Főszereplők és magyar hangok
- Paul Newman (Butch Cassidy) – Szakácsi Sándor
- Robert Redford (Sundance kölyök) – Gáti Oszkár
- Katharine Ross (Etta) – Vándor Éva
- Strother Martin (Percy Garris)
- Henry Jones (Bike Salesman)
- Jeff Corey (Steve Bledsoe sheriff) – Gera Zoltán

## Díjak
Oscar-díjat nyert a Legjobb operatőr, Legjobb zene, Legjobb dal és Legjobb eredeti forgatókönyv kategóriákban.  Jelölve volt a Legjobb rendező, Legjobb film és Legjobb hang díjaira. Az inflációval módosított adatok szerint minden idők 100 legnagyobb bevételű filmje közé tartozik, kijövetelének évtizedében pedig az első tízben szerepelt, részben azért, mert újra és  újra kiadták.  Az 1974-es amerikai bevétel kb. 102,3 millió dollár volt, és bár hiányoznak a nemzetközi bevételi adatok, tudható, hogy megelőzte a Goldfinger-t (1964, 124,9 millió USD), de a Tűzgolyó (1965,  141,2 millió dollár) mögött végzett.

## Háttér
Goldman egy képregényben talált rá Butch és Sundance történetére, és 7 éven keresztül kutatott utánuk könyvtárakban. Ez volt élete első forgatókönyve. Zanuck executive producer William Goldman-nak 400 000 dollárt fizetett a forgatókönyvért, ami akkoriban rekord összegnek számított egy eredeti forgatókönyvért.
Kiválasztották a két főszereplőt, Paul Newmant és Steve McQueen színészeket. A két színész azonban nem tudott megegyezni gázsijukról a producerekkel. Mindketten úgy gondolták, hogy ők a fontosabbak. A vita vége az lett, hogy Steve McQueen kilépett a produkcióból. Felmerült Warren Beatty és Marlon Brando neve is. Az 1960-as évek végén Redford új arc volt, aki leginkább a Mezítláb a parkban című filmből volt ismert. Az első próbafelvétel alatt viszont meggyőzte a producereket, hogy ő a legalkalmasabb a szerepre.
A film forgatása egy korabeli vonaton vette kezdetét Coloradóban 1968. szeptember 16-án. Az első jelenet egy megtörtént vonatrabláson alapul, ami Wilcoxban, Wyomingban történt 1899. június 2-án. Ekkor dolgozott először együtt a valódi Butch és Sundance. Valamint ekkor alakult ki a viszály a két bandita és a vasútmágnás Ed Harrimann közt.
A produkcióhoz került a 84 éves Lula Parker Betenson, Butch utolsó élő testvére, aki rengeteg hasznos ötletet és tanácsot adott a film alkotóinak.

## Érdekességek
- Robert Redford erről a filmről, illetve a benne szereplő karakteréről nevezte el a Sundance Filmfesztivált.